# Peter Hans Kolvenbach
Peter-Hans Kolvenbach (30. listopadu 1928, Druten, Nizozemsko – 26. listopadu 2016, Bejrút) byl nizozemský jezuita, bývalý 29. generální představený Tovaryšstva Ježíšova (1983–2008). Tato funkce mu přinesla i obvyklou přezdívku generálních představených Černý papež. Na svou funkci rezignoval kvůli pokročilému věku, což je ojedinělým krokem, neboť zvolení generálního představeného je podle řádových Konstitucí doživotní.

## Život
Do jezuitského řádu vstoupil Kolvenbach v roce 1948. Nejprve studoval filosofii v Nijmegenu, pak zahájil studia teologie. V roce v 1961, krátce po obhajobě doktorátu z teologie, přijal kněžské svěcení (v ritu arménské katolické církve). Několik let pak přednášel v Paříži a Bejrútu, než byl jmenován představeným jezuitské viceprovincie na Středním východě.
Dne 13. září 1983 byl během 33. generální kongregace zvolen 29. generálním představeným řádu. V roce 1987 dával postní duchovní cvičení papeži Janu Pavlu II. a Římské kurii.
Dne 2. února 2006 oznámil svolání generální kongregace řádu na leden 2008 a naznačil, že kvůli svému věku z funkce odstoupí. Delegáti kongregace jeho rezignaci přijali 14. ledna 2008 a o pět dní později zvolili jeho nástupce.